# 諏訪忠倫
諏訪 忠倫（すわ ただみち）は、江戸時代中期の信濃国高島藩の世嗣。

## 略歴
信濃国高島藩5代藩主・諏訪忠林の長男（嫡男）として誕生した。母は4代藩主・諏訪忠虎の娘。幼名は小太郎。
藩主嫡子として生まれたが、幼少時に夭逝した。戒名は蘭香院妙峯仁秀童子。墓所は東禅寺。
代わって、弟の忠厚が嫡子となっている。